# کلید درج
کلید دَرج یا اینسرت (به انگلیسی: Insert Key) یکی از کلیدهای صفحه‌کلید رایانه است که با فشار دادن آن می‌توان نویسه‌هایی را بین نویسه‌های موجود وارد کرد.
کلید درج در صفحه‌کلیدهای انگلیسی‌زبان با واژه «Ins» یا «Insert» مشخص می‌شود. یکی از کلیدهای صفحه‌کلید رایانه 

کلید درج میان کلیدها

در صفحه کلیدها وضعیت ویرایشی محیط پردازش متن را در یکی از دو حالت درج یا بازنویسی قرار می‌دهد، گرچه ممکن است کارهای دیگری نیز در برنامه‌های کاربردی مختلف انجام دهد.